# ZP Theart
ZP Theart (ur. 22 stycznia 1975 w Clanwilliam w Południowej Afryce) – były wokalista (1999–2010) brytyjskiego zespołu power metalowego DragonForce. Obecnie członek zespołu I AM I. Gra też na gitarze akustycznej. Bardzo mało wiadomo o jego życiu prywatnym jak i zawodowym.
Dołączył on do zespołu po tym, jak Herman Li i Sam Totman zobaczyli jego ogłoszenie w Metal Hammerze. ZP uczestniczył także w pobocznym projekcie Sama „Shadow Warriors”.